# Курхаус Баден-Бадена
Курхаус Баден-Бадена (Kurhaus Baden-Baden, Курортный дом Баден-Бадена) — курорт, казино и конференц-комплекс в Баден-Бадене на земле Баден-Вюртемберг. Расположен в предгорьях Шварцвальда (Германия). Построен на месте старого дома (1766) на набережной в XIX веке архитектором из Карлсруэ Фридрихом Вайнбреннером в классическом стиле.

## История

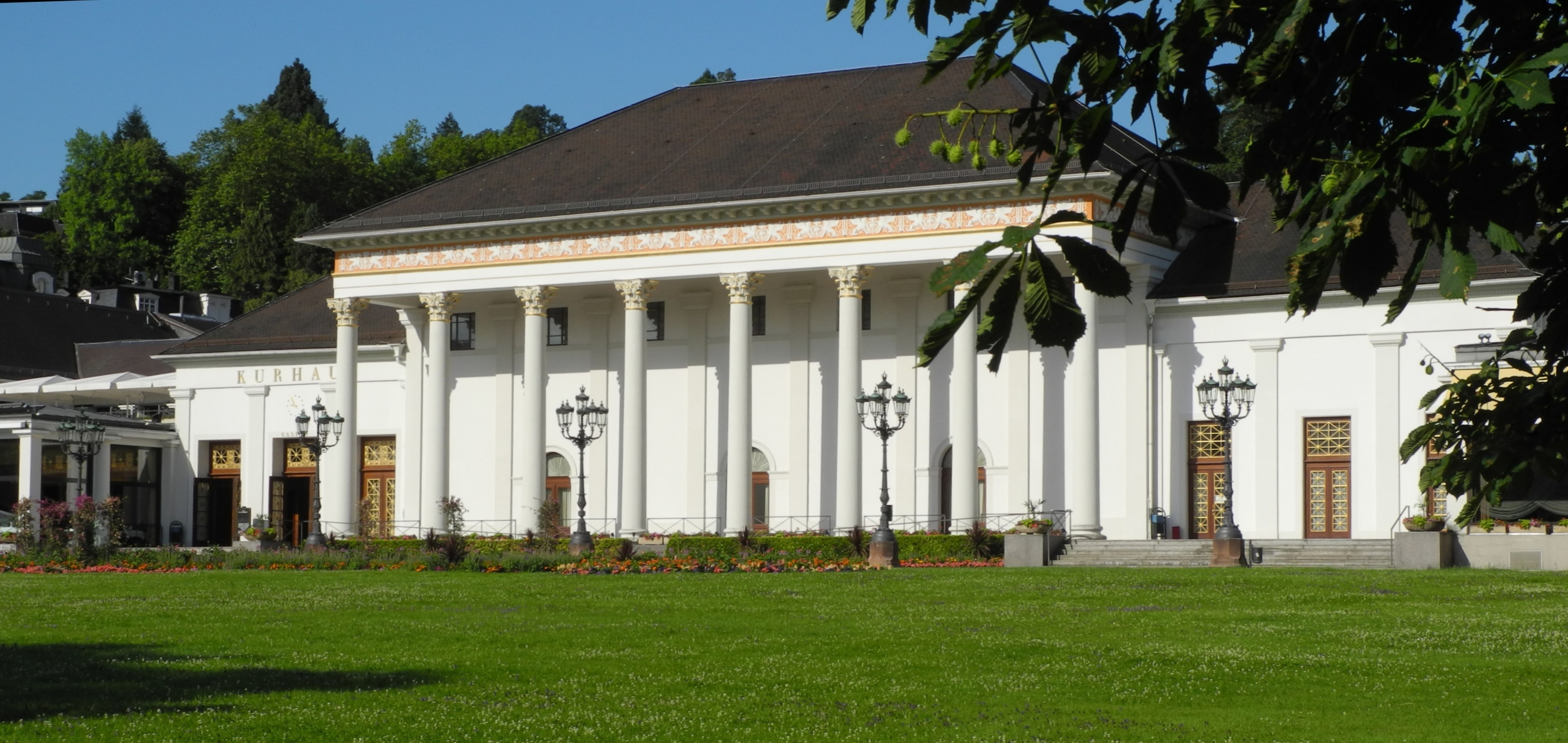
Курхаус Баден-Баден. Германия

Длинное белое здание, граничащее с курортным садом с запада, состоит из трех частей:
- Центральное здание, построенное в 1821—1823 годах[3], с крыльцом, которое поддерживают восемь коринфских колонн. Зал позади него, нынешний Вайнбреннерский зал (Weinbrennersaal), первоначально служил так называемым домом для бесед. Сегодня зал со сверкающими хрустальными люстрами используется для общественных мероприятий, особенно для концертов.
- Левое крыло, построенное в 1912—1917 годах по проекту старшего архитектора Августа Штюрценакера. Там находятся холл для приёмов, впечатляющая лестница на второй этаж, рестораны и роскошно оборудованные холлы, например, Беназет-зал (Bénazetsaal), который был полностью реконструирован в 2011 году архитектором Баден-Бадена Питером В. Крузе, и Зеркальный зал.
- Правое крыло, расширенное в 1853—1854 годах для размещения всемирно известного казино Шпильбанк. Великолепные залы казино оформлены в стиле французских королевских замков XVII—XVII веков. Белая комната оформлена в стиле Людовика XVI, Красный зал — по образцу Версальского дворца, салон Помпадур (Желтый зал) — это подражание убранству Трианона, а Зеленый зал украшен гербами городов Бадена.

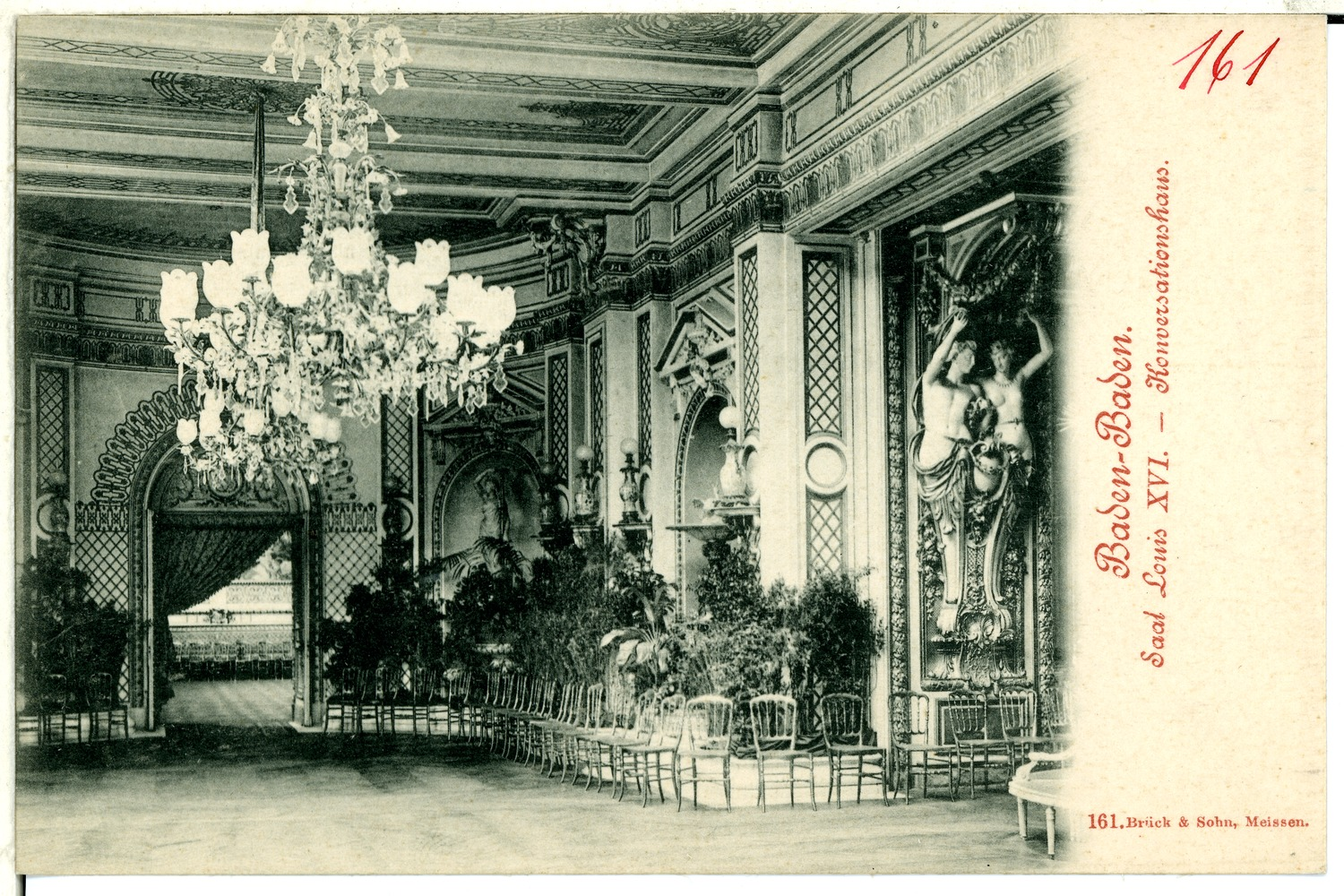
Зал для бесед. Баден-Баден. Германия

Казино зарегистрировано с момента основания Курхауса, но международную известность оно начало приобретать только в середине 1830-х годов, когда во Франции запретили азартные игры. Границы игроков не останавливали — они стремились попасть в Баден-Баден, где могли попытать счастья за игровыми столами курорта.

## События
Баден-Баден пользовался популярностью среди русских дворян XIX века, здесь бывали многие известные государственные деятели, писатели. Например, с 1863 года в Баден-Бадене рядом с курортом жил И.С. Тургенев.
Курхаус Баден-Бадена является местом проведения важных мероприятий. Например, в апреле 1934 года здесь прошли первые три партии матча на первенство мира по шахматам между Александром Алёхиным и Ефимом Боголюбовым.
Участники Олимпийского конгресса 1981 года выдвинули города Калгари и Сеул в качестве городов-организаторов Олимпийских игр 1988 года в Курхаусе Баден-Бадена. Объявление имени немецкого спортсмена года радиционно транслируется из Курхауса. 
Ежегодно в ноябре в Курортном доме проходит Баден-Баденский телевизионный кинофестиваль. 
3 апреля 2009 года Курхаус стал одной из площадок встречи на высшем уровне глав государств и правительств, посвящённой 60-летию НАТО.
С 1976 года в Курортном саду Баден-Бадена проводится Международная встреча автомобилистов (International Classic Car Meeting), где демонстрируются старые автомобили.
В преддверии Рождества это место проведения рождественской ярмарки Баден-Бадена.

## Колоннады Курхауса
Колоннады Курхауса, построенные Карлом Дернфельдом в 1864 году, представляют собой два одноэтажных ряда магазинов, которые ведут от Курхауса к городу. Широкие навесы делают прогулку возможной даже в плохую погоду. Под магазинами находится кондитерская Румпельмайера.
Сценический навес для концертов на курорте, соединенный с северным рядом магазинов, был построен Августом Штюрценакером.